# Herzogin Cecilie (schip, 1902)
De Herzogin Cecilie was een Duitse viermaster die vernoemd was naar de Duitse kroonprinses Cecilie van Mecklenburg-Schwerin. Het schip werd in 1902 gebouwd in opdracht van de Norddeutscher Lloyd Bremen.

## Reisverslag 1932
In 1932 maakte de toen 32-jarige Willem Leo Leclercq als lichtmatroos een reis met de Herzogin Cecilie van Australië naar Engeland, via Kaap Hoorn. Leclercq was eigenlijk notaris, en had enige tijd in Nederlands-Indië gewerkt. Hij schreef over zijn reis een boek: Wind in de zeilen. Het schip vertrok op 9 februari 1932 uit Port Augusta en kwam op 27 mei aan in Falmouth.
Het boek (van bijna 400 pagina's) bevat een aantal door de schrijver gemaakte foto's en een 'Korte levensgeschiedenis der "Herzogin Cecilie"', verder dekplannen, een zeilplan en een tuigtekening.
Het boek wordt wel aangeduid als behorend tot de top van de Nederlandse maritieme literatuur. Het werd lovend besproken in Elsevier's Geïllustreerd Maandschrift. en beleefde verschillende herdrukken.